# 에이벡스
에이벡스(일본어: エイベックス, 영어: Avex)은 도쿄 미나토에 본사가 있는 일본의 음악 소프트 회사로서 AVEX 그룹의 핵심 회사이다. 영문 명칭은 Avex Entertainment Inc이며, “Audio Visual Expert”란 뜻을 가지고 있다.
2004년 10월 1일에 (구) Avex 주식회사를 에이벡스 그룹 홀딩스 주식회사로 회사명을 변경하고 동시에, 자회사로서 (신) AVEX 주식회사를 설립하고 지주 회사화하고 있다.
2005년 4월 1일에 대폭적인 그룹 사업 재편을 해 AVEX 주식회사는 "에이벡스 엔터테인먼트 주식회사"로 상호를 변경하고 다른 그룹 회사도 상호 변경을 했다. 또 같은 날에 자회사에서 아티스트 매니지먼트업을 영위하는 주식회사 아크시브를 에이벡스 플래닝＆개발 주식회사로 상호 변경해, 아티스트 매니지먼트업을 에이벡스 엔터테인먼트에 이관하고 있다.
한편, CD등은 같은 날부터 발매원이 에이벡스 마케팅 커뮤니케이션 주식회사(그때까지 판매원이었던 에이벡스 디스트리뷰션 주식회사가 상호 변경)로 변경되고 있다.

## 기업 개요

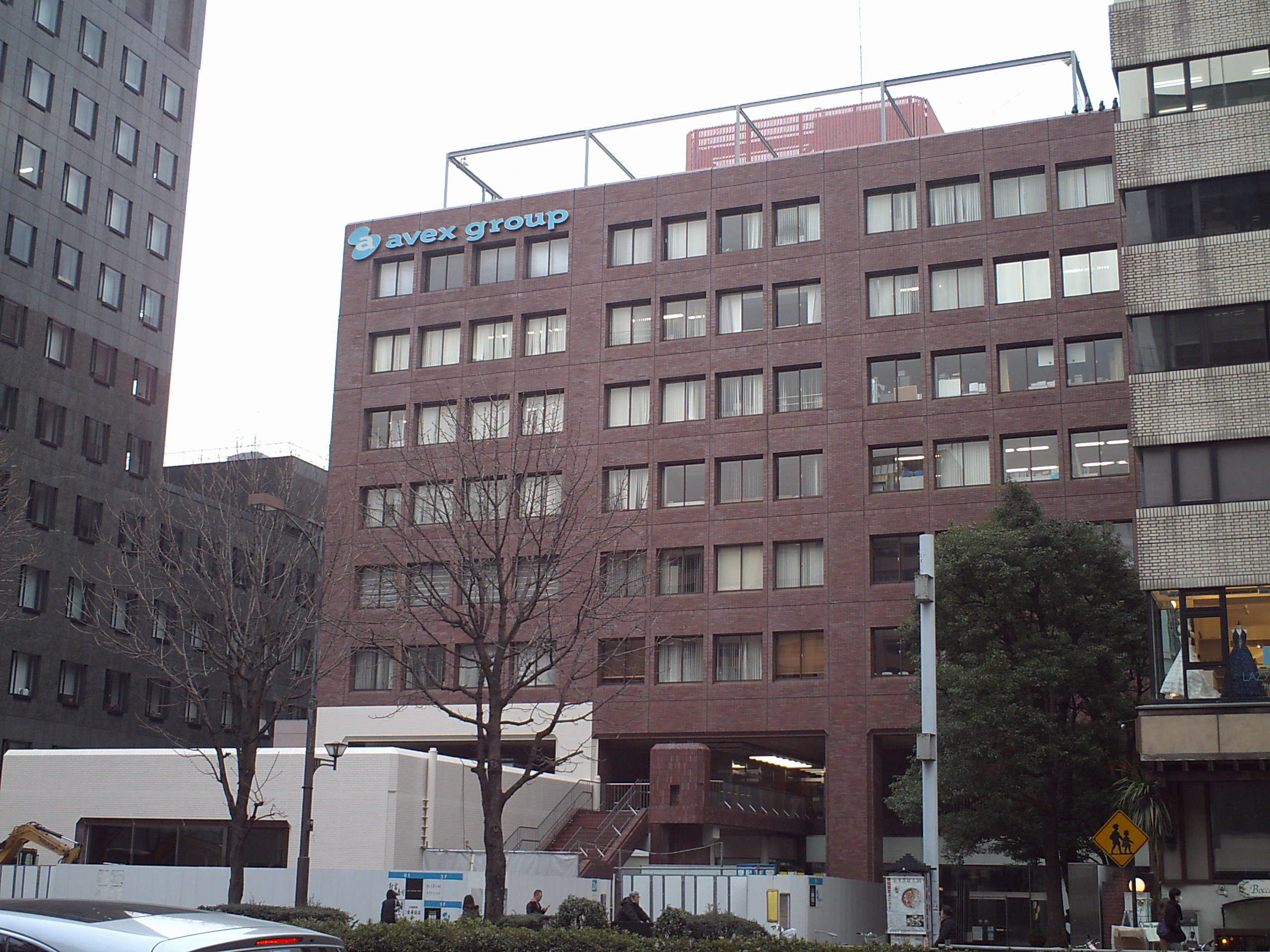
에이벡스의 구 본사 건물

당초는 마츠우라 마사토(MAX 마츠우라) 등에 의해서 시작했던 수입 레코드의 도매회사였다. 1989년부터 요다손을 경영자로서 맞아들여 코무로 테츠야와 함께 댄스와 노래를 융합시킨 음악을 1990년대에 급성장시켰다.
1990년대 후반부터 2000년대 전반에 있어서는 매니지먼트 사무소·화이트 아틀라스(Avex Entertainment)를 시작한 다음, TRF나 아무로 나미에가 기초를 만들어 Every Little Thing를 주력으로 해 레코드 업계에서의 일대 세력을 구축했다. 그러나, 2000년대에 들어오면서 CD시장의 축소등도 있어, 급성장에 제동이 걸려 기업 운영에 난항을 겪고있다.
2002년, 일본 최초의 카피 컨트롤 CD(Copy Control CD/CCCD)를 발매하는 것도 악평이었기 때문에 2004년 9월 CCCD 운용 탄력화를 발표했다.
2003년부터 회장켄 사장 요다는, 2004년부터 일본 레코드 협회(RIAJ) 회장과 일본 영상 소프트 협회(JVA) 회장을 겸임했다. 이전에는 산스이전기의 이사를 맡는 등 음악 관련의 경영의 일을 계속해 왔기 때문에 업계, 정계나 해외에의 강한 영향력을 가지고 있다. 하지만, 창업자 마츠우라 마사토와의 경영방침의 확집이 강해 마츠우라의 퇴사가 발단이 되어 간판 가수 하마사키 아유미를 필두로 하는 소속 가수가 이적의 움직임을 보여 주가가 폭락했고 그 사태를 막아 2004년 8월 3일에 요다는 회장켄 사장을 사임해 명예회장을 맡아 동일 일본 레코드 협회, 일본 영상 소프트 협회의 회장도 사임했다. 이로 인해 마츠우라가 에이벡스에 복귀했다.
에이벡스 그룹홀딩스가 출자하고 있는 디스크 메이커, 메모리 텍은 HD DVD 프로모션 그룹에 참여하기 위해 차세대 광 비디오 디스크는 HD DVD만을 낸다고 하는 관측이 있다. 그러나 2007년 1월 현재에 정식적 발표는 없고, HD DVD 프로모션 그룹과 Blu-ray Disc Association의 어느 쪽에도 참가하고 있지 않다.

## 연혁
- 1988년 4월 - 마츠우라 마사토가 수입 레코드의 도매회사 에이벡스 DD 주식회사를 도쿄 마치다에 설립.
- 1990년 9월 - 레코드 부문 에이벡스 트랙스 (avex trax)를 설립. 댄스계 음악의 선도주자에 올라 고성장을 이룬다.
- 1992년 - 현재의 로고의 전신이 되는(타원형 속에 소문자의 “a”가 들어간) 마크를 제정.
- 1998년 4월 - 에이벡스 주식회사로 상호를 변경.
- 1998년 10월 - 주식을 매장에 공개.
- 1999년 11월 - 애니메이션 제작 사업에 참가.
  - 12월 - 도쿄 증권 일부상장.
- 2000년 1월 - 신 CI(코퍼레이트·아이덴티티) 로고 및 마크를 제정
- 2002년 3월 - 카피 컨트롤 CD를 발매.본사가 입주하고 있는 스미토모 생명 아오야마 빌딩을 205억엔에 구매해 에이벡스 빌딩으로 재 설립했다.
- 2004년 8월 - 전무 마츠우라 마사토가 매상 중심의 경영방침으로 반대 의견을 내세워 신회사 설립을 위해 사표를 제출, 1일부로 수리되어 퇴사했다. 3일, 사표를 취소해 복귀한다고 하는 에이벡스로부터의 발표가 있었으며 회장켄 사장 요다손도 사임해 명예회장에 새롭게 고바야시 토시오가 사장으로 취임했다.
  - 9월 28일 - 임시 주주 총회가 열려 동일자에 마츠우라 마사토가 대표이사, 치바 류헤이가 동부사장으로 취임하는 인사가 승인되어 동시에 전 사장 고바야시 토시오는 상무 이사로 취임했다. 주식회사 유선 브로드 네트워크(현주식회사 USEN)와 업무 제휴하고 자본 투자를 받아 필두 주주가 되어, 유선 브로드 네트워크의 산하가 되는 것을 발표했다.
  - 10월 1일 - 순수 지주회사에 이행, 에이벡스 그룹 홀딩스 주식회사로 회사명을 변경하고 회사 분할에 의해 사업회사 (신)에이벡스 주식회사를 설립했다.
- 2005년 4월 1일 - (신) 에이벡스 주식회사를 에이벡스 엔터테인먼트 주식회사로 회사명을 변경하고 동시에 주식회사 아크시브의 아티스트 매니지먼트를 인수.
- 2005년 7월 14일 - Apple이 출자한 iTunes 주식회사에 악곡 제공을 발표.
- 2006년 2월 - USEN이 보유 주식의 과반을 매각하고, 의결권 비율로 10.83%까지 감소해 지분법 적용 관련 회사에서 제외됨.
  - 8월 28일 - USEN이 전 보유 주식을 매각, 자본 관계가 없어진다(업무 제휴는 계속된다.).

## 소속 아티스트
아래는 에이벡스에 소속된 주된 가수와 밴드 리스트이다.

### 아(あ) 행
- 아이카와 나나세 (1995년부터 활동중)
- 아이바 히로키
- 아마노 히로나리
- 아라시로 베니
- 아라이 레이라 (전 슈퍼☆걸즈 멤버)
- 안도 유코
- 애프터스쿨 (플레디스 엔터테인먼트 동시 소속)
- 이쿠타☆아이코
- 이노우에 준
- 이마이 에리코 (1996년부터 활동중, SPEED)
- 이마와노 키오시로 (1970년부터 활동중)
- 임형주 (2005년~2006년까지 에이벡스 까사 레이블 소속으로 활동함 / AVEX CASA)
- 呉汝俊
- 우에하라 다카코 (1996년부터 활동중, SPEED)
- AIR
- 아시아 엔지니어
- 오렌지 캬라멜 (플레디스 엔터테인먼트 동시 소속)
- 오쓰카 아이(일본어: 大塚愛) (2003년부터 활동중)
- 오카모토 마요 (1995년부터 활동중)
- 오제키 미호
- 옷산
- 유키스 (NH미디어 동시 소속)
- 오가타 하나미 (AKB48 바이트 AKB 출신)
- 오카다 나나 (AKB48&STU48)

### か
- 가이 나츠
- 가타세 나나
- 가나츠키 다쿠야
- 가네모토 토모아키
- 가요 아이코
- 각트
- 거미
- 큐티★마미（마츠모토 이요・호리 치에미・하야미 유）
- Kis-My-Ft2
- 기요키바 슌스케
- 기리토（Pierrot）
- 구미코
- 코다 쿠미
- 고토 마키(모닝구무스메OG)
- 카와에이 리나 (AKB48 졸업생)
- 카나자와 유우키 (AKB48 출신, 현 GEM 멤버)
- 쿠사카베 미아 (전 Prizmmy☆ 멤버)
- 코다마 하루카(HKT48 출신)

### さ
- 사이토 미치
- 사사가와 미와
- 佐渡裕
- 시마타니 히토미
- 스즈키 아미
- 세리나 (가수)
- 신승훈
- 스가하라 리코

### た
- 다카하시 카쓰노리
- 타카하시 카린 (전 Prizmmy☆ 멤버)
- 타니무라 신지
- 타마키 히로시
- 다르빗슈 유
- 후지사와 히데키
- 2NE1 (YG 엔터테인먼트 동시 소속)
- 쓰치야 안나
- 데몬 코구레
- 도쿄 스카 파라다이스 오케스트라
- 도쿄죠시류
- 도쿄 푸딩
- 동방신기 (SM 엔터테인먼트 동시 소속)
- 하가 다카유키
- 다카야나기 아카네 (SKE48 팀KII)

### な
- 나가사와 나오
- 나카무라 히로코
- 나카무라 아타루
- 낫짱 PEAK
- 노미야 마키

### は
- 하카세 다로
- 하타노 무쓰미
- 하타케야마 미유키
- 하마사키 아유미
- 하마 쇼고
- 파파이야 스즈키
- 반 토미코
- 히노리 아스카
- 히노우치 에미
- PENICILLIN
- 호시이 나나세
- 후쿠이 아리사 (AKB48 바이트 AKB 출신)

### ま
- 마이
- 마에시마 아미 (전 슈퍼☆걸즈 멤버)
- 마츠시타 모에코
- 마코토 츠바사
- 마츠다 주리아
- 마츠모토 리오
- 미사일 이노베이션
- 미즈모리 아사
- 미즈키 아리사
- 미츠나가 료타
- 미우라 다이치
- 미우라 다이스케
- 모모이 하루코

### や
- 야구치 마리와 스트로헷
- 요괴프로젝트

### ら・わ
- 램지
- 로드 오브 메이저
- 와카쓰키 지카
- 와다 마사야
- 화악기밴드(일본어: 和楽器バンド)
- 와스타

### A~Z
- AAA
- 애시드 블랙 체리
- 백-온
- 보아 (SM 엔터테인먼트 동시 소속)
- Buzz72+
- C-999
- Caravan
- Cheeky Parade
- 다 펌프
  - Ricky
  - 미소노
- D (2008년 ~ 2011년)
- D-루프
- DELI
- Dt.
- Da-ice
- 두 애즈 인피니티
- 드림
- 디바
- Every Little Thing
- EXILE
  - COLOR（ATSUSHI)
  - SHUN（기요키바 슌스케）
- 폴더5
- AKINA
- 각트
- GEM
- 걸 넥스트 도어
- globe
  - KEIKO
- HALATION
- Heartsdales
- HINOI 팀
- hiro
- 히토에
- 히토미
- 아유미 (연예인)
- Janne Da Arc
- kannivalism
- K DUB SHINE
- 리사
- LISP(성우 유닛)
- 맥스
- m.c.A·T
- 엠플로
- mink
- 몽키매직
- m.o.v.e
- MY LITTLE LOVER
- Nao
- Nightmare
- OLIVIA
- O's（작곡가 스즈키 쥰이 프로듀스하는 자매 듀오）
- Prizmmy☆
- PENICILLIN
  - HAKUEI
- Root Five
- Ricken's
- Rin'
- Ryohei
- shela
- 후지다 시포
- SKE48
- SOFFet
- SPEED
- speena
- 세븐
- 슈퍼☆걸즈
- 슈퍼주니어 (SM 엔터테인먼트 동시 소속)
- 더 필로우즈
- Tomboy
- 트랙스 (SM 엔터테인먼트 동시 소속)
- TRF
- Tourbillon
- 유키스 (NH미디어 동시 소속)
- Vanilla Mood
- XBS
- YOU THE ROCK★
- ZZ

### 그 외
- アソボット戦記五九
- 사쿠라대전 시리즈
- 슈퍼 유로비트 시리즈
- ゴールデンゴールズwithトータス松本
- インリン・オブ・ジョイトイ vs. 金剛地武志

## 레이블
- 에이벡스 엔터테인먼트
  - DIVEII Entertainment 81 프로듀스 소속 성우/가수 레이블. Dwango(도완고)와 합작하여 설립. 기어와라! 냐루코양 앨범 발매 이후 통상 레이블로 격상.
- 에이벡스 트랙스
- 에이벡스 튠
- 에이벡스 globe - globe 전용 레이블.
- 커먼즈 - 사카모토 류이치의 소속사 캡과 에이벡스의 공동 설립 레이블.
- 커팅 엣지
- 리듬존
- 소닉 그루브 - 비전 팩토리 소속 음악가 전용 레이블.
- 러브 라이프 레코드 - 히토미 전용 레이블.
- 우롱 레코드 - 우롱샤 소속 음악가 전용 레이블.
- 아이돌 스트리트 - 2010년에 설립된 아이돌 전문 레이블.
- YGEX - YG 엔터테인먼트와의 공동 레이블.

## 계열사
- 에이벡스 · 플래닝＆개발 (구 아크시브, 화이트 아틀라스)
  - tearbridge production (티아브릿지 프로덕션)
  - tearbridge records (티아브릿지 레코즈)
- 에이벡스 · 라이브 · 크리에이티브 (구 프라임 디렉션)
  - avex io (에이벡스 이오)
  - HiBOOM (하이 붐) - 2002년 ~ 2005년까지PENICILLIN가 재적하고 있었다. 그 후 avex trax에 라벨 이적.
  - HIBOOM VR (하이 붐 부이 아르) - 이시카와 치아키 (우주선 그룹/See-Saw)
  - URC (언더 그라운드 레코드 클럽) - 프라임 · 디렉션이 판매권을 취득, 원반권은신코·뮤직.
- 미디아 (구 토우 막스)
- 벨파레 엔터테인먼트
  - 롯폰기 벨파레
- 에이벡스 네트워크
- 에이벡스 · 마케팅 · 커뮤니케이션 (구 에이벡스·디스트리뷰션)
  - avex club(에이벡스 클럽)
- 에이벡스&이스트 - 주식회사 이스트와 합작회사. 2006년 3월 3일 설립.
- AV Experience America Inc.
- : 미국 법인. AVEX의 이름을 사용하지 않는 이유는 동국의 택배우편 회사, 에어벡스 익스프레스(2003년에 DHL에 합병)의 약칭인 ABEX(현존 하는 계열 항공 회사의 ABX 에어의 콜사인이기도 하다)와 발음이 비슷하기 때문.

## 컴필레이션 앨범
유로 비트의 곡을 모은 앨범 “SUPER EUROBEAT”는 회사 설립 초창기부터 발매하기 시작해. 현재 200개의 타이틀 이상이 발매되고 있다. 1998년부터 2001년경에는 주로 유로 비트의 곡에 맞추어 춤추는 “파라파라 댄스” 붐이 일어나, 에이벡스로부터 파라파라·올스타즈 등의 카리스마 댄서도 등장했다.
- 지금까지 발매된 유로 비트·컴필레이션 앨범 (현재 발매중인 것도 포함)

- SUPER EUROBEAT
- EUROMACH
- EUROBEAT FLASH
- 俄然パラパラ!!
- ULTRA DANCE
- PARAPARA PARADISE
- MAHARAJA NIGHT HI-NRG REVOLUTION 외 다수 발매.

## 기획 이벤트
1993년부터 매년 여름에 대규모의 기획 이벤트를 실시하고 있다. 대부분 에이벡스 그룹을 대표하는 아티스트가 출연하는 것이 특징이다.
- 1993년：avex rave '93
- 1994년：avex rave '94
- 1995년：avex daNce Matrix '95
- 1996년：avex dance net '96
- 1997년：avex dance carnival '97
- 1998년：avex non-stop 150h in velfarre
- 1999년：avex 여름 축제 '99
- 2000년：avex summer paradise 2000
- 2001년：avex rave 2001
- 2002년：a+nation
이 해부터, 일본 전국을 무대로 한 야외 라이브 이벤트가 a-nation로서 행해진다.
- 2003년：a-nation '03
- 2004년：a-nation '04
- 2005년：a-nation '05
- 2006년：a-nation '06 powered by ウイダーinゼリー
- 2007년：a-nation '07
- 2008년：a-nation '08
- 2009년：a-nation '09

## 비고
일찍이 요시모토 흥업 소속 탤런트는 에이벡스로부터 자주 CD를 내고 있었지만, 현재 요시모토 관계의 CD는 계열회사의 R and C에 집약하고 있다.
소니 뮤직이나 비잉과 마찬가지로 타이업(tie-up)식 마케팅을 주로 한다.

## 문제점
뒷돈 의혹
문제점으로 자주 언급되는 것은, 주로 레코드 대상에 관한 뒷돈 의혹이다. 특히, 2001년부터 2003년까지 하마사키 아유미의 3년 연속 대상 수상이나, 2005년의 코다 쿠미의 대상 수상 등이다. (코다 쿠미의 수상작은, 연간 매상 85위의 작품이었다).
고양이 문제
고양이 문제란, 대한민국의 디씨인사이드와 같은 2채널 등에서 사랑받아 온 “모나” 등의 AA캐릭터와 비슷한 작품을, 에이벡스의 그룹 회사가 “노마네코” “베이슈(米酒)”라고 자사의 저작권 표시를 붙여 판매한 문제이다. 사죄를 통해 저작권을 침해한 것은 인정했지만, “노마네코” 등을 사용하고 있는 작품의 매상·이익에 대해서는 법적 제재를 받지 않고, 또한 자주적 반환도 하고 있지 않다.
저작권 문제
고양이 문제에서 보듯이, 저작권의 취급에 대해서도 비판받는 것이 많다. 최근에는, Avex 소속 아티스트에 의한 표절 의혹이 많이 오르고 있어 인터넷상에서 화제가 되고 있다.

## 같이 보기
- 소니 뮤직 엔터테인먼트 (일본)